# (9427) Righini
(9427) Righini (1996 CV7) – planetoida z pasa głównego asteroid okrążająca Słońce w ciągu 5,19 lat w średniej odległości 3 j.a. Odkryta 14 lutego 1996 roku.